# Gabriel Louis Sabas de Faivre
Gabriel Louis Sabas de Faivre, chevalier de Courcelles, né le 5 février 1726 à Chaux-lès-Châtillon (Doubs), mort le 18 septembre 1793 à Lauterbourg (Bas-Rhin), est un général de la révolution française.

## États de service
Il entre en service en 1744 comme lieutenant au bataillon de milices de Salins, il est lieutenant au régiment de Beauce en 1748. De 1744 à 1748, il fait les campagnes de Flandre, d’Allemagne et de Piémont.
Il est nommé capitaine le 8 décembre 1746, et il sert au siège de Mahon le 20 mai 1756. Il participe à la guerre de Sept Ans en Allemagne, et il est blessé le 1er août 1759 à la bataille de Minden. Il est fait chevalier de Saint-Louis en 1763.
Il est nommé chef de bataillon en 1774, et malgré des appréciations élogieuses, il n’est pas élevé au grade supérieur, et ce n’est qu’à la révolution, qu’il est élu en 1791 lieutenant-colonel du 1er bataillon de volontaires du Doubs.
Il est mortellement blessé devant Lauterbourg, le 18 septembre 1793.
Il est promu général de brigade à titre posthume, sous le nom de Fébure, le 25 septembre 1793.

## Sources
- (en) « Generals Who Served in the French Army during the Period 1789 - 1814: Eberle to Exelmans »
- Dossier de Gabriel Louis Sabas Faivre de Courcelle, dit Febure se trouve à Vincennes. Dossier S.H.A.T. Côte : 8 YD 328.
- Oraison funèbre de Coursel et de ses compagnons d'armes, prononcé par Jean Viénot, adjudant général de la 6e division, le 20 ventôse, 2e année de la République, 13 pages[1].